# 最高善
最高善（さいこうぜん、希: τὸ ἄριστον、羅: summum bonum、英: supreme good, highest good）とは、アリストテレスを嚆矢とする、ギリシア哲学の倫理哲学における究極目的としての最高の「善」のこと。

## 歴史

### アリストテレス
アリストテレスは、ソクラテスが漠然と「徳」（アレテー）と表現し、師であるプラトンが『国家』において、イデア論を背景として「善のイデア」と表現した、（人間・万物の）究極目的を、「最高善」（ト・アリストン）という概念へと置き換えて表現した。
その内容は、『ニコマコス倫理学』の冒頭で明確に述べられている。
人間の諸々の活動は常に何らかの「善」（アガトン（タガトン））を希求し、目的としている。そうした諸々の活動・希求・目的の連鎖・包含関係の最上位に来るのが「最高善」（ト・アリストン）である。また、個人的な「最高善」よりも、集団的な、国（ポリス）の「最高善」に到達し保全する方が、より大きく、より究極的であるという。そして、そんな国（ポリス）における諸々の活動を決定・方向付ける、包括的な活動こそが「政治」（ヘー・ポリティケー）であり、そうであるがゆえに、この「政治」的活動は、「人間というものの（最高）善」（ト・アントローピノン・アガトン）を目的とし、それを体現するものでなくてはならない。
（ただし、アリストテレスは、ソクラテス・プラトン等の議論がそうであったように、政治・社会実践に関わる「善」という概念が、多面的で多くの差異・揺曳（ようえい）を孕んだものであり、数学や論証のごとく、一義的に定めるのが困難なものであること、そうした対象・問題の性質ゆえに（弁証法的に）「おおよそ」の帰結で以て満足しなければならないものであることも、あらかじめ断っている。）
アリストテレスは、「最高善」とは自足的・充足的なものであり、「幸福」（エウダイモニア）であることを端的に述べる。そして更にそれを、「究極的な卓越性（アレテー）に即しての魂の活動」と言い換える。こうして様々な卓越性（アレテー）の内容を参照・検討していくのが、『ニコマコス倫理学』本編の内容である。
そして、様々な卓越性（アレテー）の参照を終え、アリストテレスは、
- 「(人間を支配指導する「神的な部分」である) 知性（ヌース）に即した、観照的（テオーレーテイケー）な活動」

こそが、「究極的な卓越性（アレテー）に即しての魂の活動」であり、最も自足的な「幸福」であると結論付け、それは人間の水準を超えた「神的な生活」（神々や不動の動者のごときもの）であるとしながらも、できるだけそれに「近い生き方」ができるように努力を怠ってはならないと、師プラトンの考えを継承した考えを披露する。続いて、それに次ぐ、あくまで「人間の性質」に基づく「第二義的な卓越性（アレテー）」（に即しての活動）として、
- 「知慮（プロネーシス）と情念（パトス）が複合/混合された、倫理的性状（エートス）」（に即しての活動）

を挙げる。
そして、やはり師プラトンの考えを継承する格好で、こうした「人間というものの（最高）善」（ト・アントローピノン・アガトン）を達成していくには、「国制/法律による指導」が不可欠であると結論され、冒頭で予告された通り、「政治」（ヘー・ポリティケー）の問題へと移行する形で、話が締め括られる。
こうして「最高善」の概念とその実践は、続く著作『政治学』にも引き継がれ、その冒頭で、「人類の最高の共同体である国家の目的は最高善」である旨が、再度言及・確認される。
なお、こうして師プラトンの思想を概ね継承しているアリストテレスだが、「善のイデア」（を含むイデア論）に関しては、否定的な立場を採っている点は、注意が必要。